# Ñocotoe
El Ñocotoe, o Niocoto, es uno de los mitos del folclore argentino. Es una criatura de aspecto simiesco que habita en las montañas, principalmente en la región de Cuyo, entre Mendoza y San Juan, aunque también se lo ha visto en Santa Cruz. El término Niocoto fue acuñado por Joseph Villavicencio, cuando en 1680 luego de descubrir yacimientos de plata y oro, avistó varias veces criaturas humanoides en los alrededores.

## Descripción

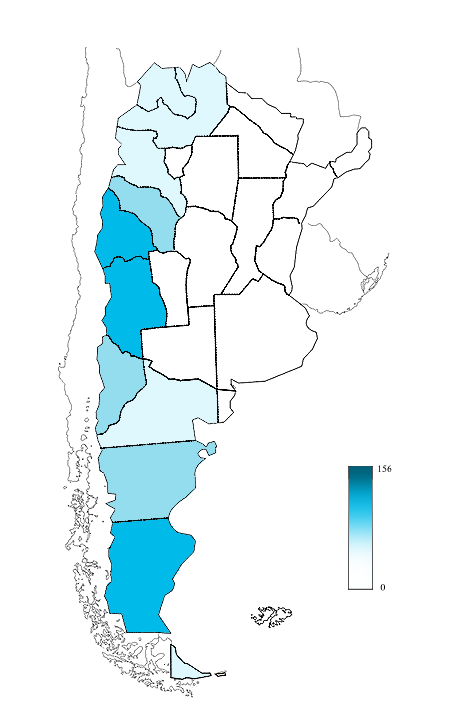
Provincias de la República Argentina donde ha sido avistado.

Los testigos que lo han visto generalmente indican características similares: una gran criatura simiesca bípeda, normalmente de una altura de 1.83 a 2.13 cm, de aproximadamente 160 kg, y con hombros algo pequeños pero robustos. La cabeza es un poco grande para su tamaño, puntiaguda y baja; en ocasiones, se habla de una cresta en la parte superior del cráneo. Los ojos se describen generalmente como pequeños y ocultos bajo una frente pronunciada. A excepción de la cara, manos y pies, una fina capa de pelo cubre su cuerpo, de color normalmente marrón o negro, aunque tiende a ser rojizo, arenisco o con brillos plateados.
Se le asocia un desagradable y fuerte olor, semejante al de heces, alcantarillado o de sudor humano.
Los sonidos que emite se describen como similares a agudos chillidos o silbidos o gruñidos graves, al igual que el sasquatch, por lo que algunos criptozoólogos sostienen que podría ser una especie emparentada, la cual quizá llegó a América del Sur a través del Estrecho de Bering durante la última glaciación, tal y como supuestamente hicieron los ancestros de los pueblos amerindios y diversas especies de animales. 
La mayoría de los avistamientos se producen por la noche, lo cual hace pensar que se trata de una criatura nocturna. Normalmente se avistan individuos solitarios, raramente en pares o grupos familiares y son más comunes los avistamientos de machos que los de hembras.
También existen reportes de avistamientos en Salta, San Juan y la cordillera patagónica; en este último lugar, los habitantes que indican haberlo visto mencionan que se alimenta de carne.

## Mito
El mito se remonta a la fundación de Mendoza, con la ocupación del vasto territorio. Joseph Villavicencio se instala en el lugar y descubre en 1680, a 12 km de donde se encuentra el hotel homónimo, minas de oro y plata. Villavicencio las bautiza más tarde Los Hornillos, pero durante la exploración del área en buscas de riquezas varias personas declaran ver criaturas durante el atardecer. 
Durante la construcción del hotel, iniciada por el propietario de Termas de Villavicencio, que ya venía desarrollando una actividad comercial importante en la zona, denuncian la desaparición de varias herramientas durante las noches, y un par de trabajadores días más tarde atestiguan ver una criatura de aspecto humano en los alrededores al anochecer y lo bautizan Ñocotoe, modismo de Niocoto. Así el mito rápidamente se propaga entre las personas de la ciudad y aquellas personas que años más tarde pasarían por el hotel.
En 1835, Charles Darwin pasa por Villavicencio atraído por el mito, decidiendo preguntar a los testigos que lo habían visto hasta el momento. Pero deja de interesarle al poco tiempo ya que cada testigo declaraba contradicciones con los demás.
Desde entonces muy pocos afirman haberlo visto. Se cree que ante el aumento de la actividad minera y la población, huyó adentrándose más en las montañas. Hay fotos, videos de excursionistas y guías que aseguran haberlo filmado,  pero las imágenes son tan borrosas que muchas veces es difícil determinar lo que se ve.